# Cora timucua
Cora timucua — вид базидіомікотових грибів родини гігрофорові (Hygrophoraceae). Описаний у 2020 році.

## Назва
Вид названо на честь індіанського народу тімукуа, що існував у Флориді та зник наприкінці 18 століття.

## Поширення
Ендемік американського штату Флорида. Описаний з музейних зразків, які зберігаються у двох колекціях. Зразки з колекції Consortium of North American Lichen Herbaria зібрані наприкінці XIX століття, а з колекції Global Biodiversity Information Facility зібрані в друга половині 20-го століття між 1968 і 1985 роками. Гриб ріс у сосновому піщаному скрабі, проте з 1985 року не виявлений.